# Умница Уилл Хантинг
«Умница Уилл Хантинг» (англ. Good Will Hunting) — американская драма 1997 года, шестой полнометражный фильм, снятый Гасом Ван Сентом по сценарию Бена Аффлека и Мэтта Деймона. В главных ролях Робин Уильямс, Мэтт Деймон, Бен Аффлек, Стеллан Скарсгард и Минни Драйвер. Фильм рассказывает историю уборщика Уилла Хантинга, чей математический гений был обнаружен профессором Массачусетского технологического института.
Фильм получил признание критиков и собрал более 138 миллионов долларов в домашнем прокате (США и Канада) при бюджете в 10 миллионов долларов. На 70-й церемонии вручения премии «Оскар» он был номинирован в 9 категориях, включая лучший фильм и лучшая режиссура, и победил в двух: лучшая мужская роль второго плана (Уильямса) и лучший оригинальный сценарий (Аффлека и Дэймона). В 2014 году фильм занял 53-е место в списке «100 любимых фильмов» журнала The Hollywood Reporter.

## Сюжет
Двадцатилетний Уилл Хантинг из Южного Бостона — гений-самоучка, недавно освобождённый условно-досрочно после отбытия тюремного срока. Он работает уборщиком в Массачусетском технологическом институте и проводит свободное время, выпивая с друзьями Чаки, Билли и Морганом.
Когда профессор Джеральд Ламбо вывешивает на доске сложную комбинаторную математическую задачу в качестве испытания для своих аспирантов, Уилл решает её анонимно, ошеломляя и студентов, и Ламбо. В качестве вызова неизвестному гению Ламбо вывешивает ещё более сложную задачу. Позже он застаёт Уилла, пишущего решение на доске поздно ночью, но сначала думает, что Уилл портит её, и прогоняет его. В баре Уилл встречает Скайлар, англичанку, которая собирается окончить Гарвард-колледж, которая планирует поступить на медицинский факультет Стэнфорда.
Тем временем Ламбо, понимая, что Уилл не портит задачу, а решает её, спрашивает обслуживающий персонал кампуса о его местонахождении, но ему сообщают, что он не вышел на работу. Ламбо узнаёт, что Уилл был помещён в Массачусетский технологический институт по программе условно-досрочного освобождения, и получает данные его офицера по условно-досрочному освобождению.
Уилл и его друзья начали драку с бандой, в которую входит член, который издевался над Уиллом в детстве. Уилла арестовывают после того, как он нападает на прибывшего полицейского. Ламбо присутствует на его судебном заседании и наблюдает, как Уилл защищает себя. Он договаривается, чтобы Уилл избежал тюремного срока, если тот согласится изучать математику под наблюдением Ламбо и участвовать в сеансах психотерапии. Уилл соглашается, но относится к своим терапевтам с насмешкой.
В отчаянии Ламбо обращается к доктору Шону Магуайру, своему соседу по комнате в колледже, который теперь преподаёт психологию в общественном колледже Банкер-Хилл. В отличие от других терапевтов, Шон бросает вызов защитным механизмам Уилла. Во время первого сеанса Уилл оскорбляет покойную жену Шона, и тот угрожает ему, но после нескольких непродуктивных сеансов Уилл наконец начинает открываться.
Уилл особенно поражён историей Шона о том, как он встретил свою жену, которая позже умерла от рака, отказавшись от своего билета на историческую шестую игру Мировой серии 1975 года после того, как влюбился с первого взгляда. Шон объяснил отказ от своего билета тем, что «увидел девушку», и он не жалеет о своём решении. Это побуждает Уилла построить отношения со Скайлар, хотя он лжёт ей о своём прошлом и не хочет знакомить её со своими друзьями или показывать ей свой дом. Уилл также бросает вызов Шону, чтобы тот объективно посмотрел на свою собственную жизнь, поскольку Шон не может отойти от смерти жены.
Ламбо устраивает несколько собеседований для Уилла, но тот презирает их, отправляя Чаки в качестве своего «главного переговорщика» и отказываясь от должности в АНБ, резко критикуя моральную позицию агентства. Скайлар просит Уилла переехать с ней в Калифорнию, но он отказывается и говорит ей, что он сирота, и что его приёмный отец физически его оскорблял.
Уилл расстаётся со Скайлар, а затем набрасывается на Ламбо, отказываясь от математических исследований, которыми он занимался. Шон указывает Уиллу, что он настолько искусен в предвидении будущих неудач в своих межличностных отношениях, что намеренно саботирует их, чтобы избежать эмоциональной боли. Чаки также бросает вызов Уиллу из-за его сопротивления занять любую из должностей, на которые он проходит собеседование, говоря ему, что он должен сделать это ради своих друзей, чтобы максимально использовать возможности, которых у них никогда не будет, даже если это означает уйти в один прекрасный день. Затем он говорит Уиллу, что лучшая часть его дня — это короткий момент, когда он ждёт у его порога, думая, что Уилл перешёл к чему-то большему.
Уилл застаёт жаркий спор между Шоном и Ламбо о потенциале Уилла. Ламбо уходит, а Шон и Уилл разговаривают, и выясняется, что они оба стали жертвами насилия в детстве. Шон помогает ему увидеть, что он является жертвой своих внутренних демонов, и признать, что это не его вина, заставляя его разрыдаться в объятиях Шона. Уилл принимает одно из предложений о работе, организованных Ламбо. Помогая Уиллу справиться с его проблемами, Шон мирится с Ламбо, решая взять отпуск.
Друзья Уилла дарят ему подержанную машину на его 21-й день рождения, чтобы он мог ездить на работу. Позже Чаки идёт к Уиллу, чтобы забрать его, но обнаруживает, что его там нет, к его большому счастью, так как Уилл наконец-то сделал то, чего Чаки желал все эти годы. Уилл оставляет записку для Шона, прося его передать Ламбо, что ему нужно «пойти повидаться с девушкой», раскрывая, что он отказался от предложения о работе и вместо этого направляется в Калифорнию, чтобы воссоединиться со Скайлар.

## В ролях
- Мэтт Деймон — Уилл Хантинг
- Робин Уильямс — Шон Мэгуайр
- Стеллан Скарсгард — Джеральд Ламбо
- Бен Аффлек — Чакки Сэлливан
- Минни Драйвер — Скайлар
- Кейси Аффлек — Морган О’Мэйли
- Коул Хаузер — Билли Мак-Брайд
- Джон Майтон — Том

## Производство

### Разработка
Мэтт Деймон начал писать фильм в качестве финального задания по курсу драматургии, который он посещал в Гарвардском университете. Вместо того, чтобы написать одноактную пьесу, Деймон представил 40-страничный сценарий. Он вписал в свой сценарий свою тогдашнюю девушку, студентку-медика Скайлар Сатенштейн (указанную в финальных титрах фильма). Деймон сказал, что единственная сцена из этого сценария, которая сохранилась дословно, была сцена, когда Уилл (Деймон) впервые встречает своего терапевта Шона Магуайра (Робин Уильямс). Дэймон попросил Бена Аффлека разработать сценарий вместе с ним. Они закончили сценарий в 1994 году. Сначала он был написан как триллер о молодом человеке на суровых улицах Южного Бостона, который обладает выдающимся интеллектом и подвергается жёсткой вербовке со стороны правительства.
Компания Castle Rock Entertainment купила сценарий за $675 000 против $775 000, что означало, что Деймон и Аффлек заработают дополнительно $100 000, если фильм будет снят, и они сохранят за собой исключительное право на написание сценария. Президент Castle Rock Entertainment Роб Райнер призвал их отказаться от аспекта триллера в истории и сосредоточиться на отношениях между Уиллом и его психотерапевтом. Терренс Малик сказал Аффлеку и Деймону за ужином, что фильм должен закончиться решением Уилла последовать за своей девушкой Скайлар в Калифорнию, а не их совместным отъездом.
По просьбе Райнера сценарист Уильям Голдман прочитал сценарий. Голдман последовательно отрицал упорные слухи о том, что он написал Умницу Уилла Хантинга или выступил в качестве доктора сценария. В своей книге Какую ложь я сказал? Голдман в шутку пишет: «Я не просто подделывал её. Я написал всё с нуля», прежде чем отвергнуть слух как ложный и сказать, что его единственным советом было согласиться с предложением Райнера.
Аффлек и Деймон предложили сыграть главные роли, но многие руководители студии заявили, что хотят Брэда Питта и Леонардо Ди Каприо. Тем временем Кевин Смит работал с Аффлеком над фильмом Лоботрясы, а также с Дэймоном и Аффлеком над фильмом В погоне за Эми. Castle Rock Entertainment поставили сценарий на переработку и дали Дэймону и Аффлеку 30 дней на то, чтобы найти другого покупателя сценария, который возместил бы Castle Rock Entertainment уплаченные деньги; в противном случае сценарий был бы возвращён Castle Rock Entertainment, а Дэймон и Аффлек выбыли бы. Все студии, участвовавшие в первоначальной борьбе за сценарий, отвергли эту пару, встретившись с Аффлеком и Дэймоном только для того, чтобы сказать им это в лицо.
В качестве последнего средства Аффлек передал сценарий своему режиссёру В погоне за Эми Кевину Смиту, который прочитал его и пообещал принести сценарий прямо в офис Харви Вайнштейна в Miramax Films. Вайнштейн прочитал сценарий, ему он понравился, и он отдал должное Castle Rock Entertainment, а также согласился позволить Дэймону и Аффлеку сняться в фильме. Вайнштейн попросил удалить несколько сцен, включая неуместную сцену орального секса в середине сценария, которую Дэймон и Аффлек добавили, чтобы обмануть руководителей, которые не присматривались.
После покупки прав у Castle Rock Entertainment, Miramax Films запустила фильм в производство. Первоначально на роль режиссёра рассматривались несколько известных режиссёров, включая Мела Гибсона и Майкла Манна. Первоначально Аффлек спросил Кевина Смита, заинтересован ли он в режиссуре. Он отказался, заявив, что им нужен «хороший режиссёр», что он руководил только проектами, которые сам писал, и что он не был большим визуальным режиссером, но он все равно был одним из соисполнительных продюсеров фильма. Дэймон и Аффлек выбрали Гаса Ван Сента, чья работа над предыдущими фильмами, такими как Аптечный ковбой, оставила благоприятное впечатление у начинающих сценаристов. Miramax Films убедили и наняли Ван Сента в качестве режиссёра фильма.

### Съёмки
Съёмки проходили с апреля по июнь 1997 года. Хотя действие происходит в Бостоне, и многие сцены снимались на натуре в районе Большого Бостона, многие внутренние съёмки были сняты в Торонто, где Университет Торонто заменял Массачусетский технологический институт и Гарвардский университет. Сцены в классах снимались в McLennan Physical Laboratories (университета Торонто) и Central Technical School. Гарвард обычно запрещает снимать на своей территории, но разрешил ограниченную съёмку в рамках проекта после вмешательства выпускника Гарварда Джона Литгоу. Аналогично, только внешние съёмки колледжа Bunker Hill Community College были сняты в Бостоне; однако офис Шона был построен в Торонто как точная копия одного из офисов колледжа.
Внутренние сцены бара, снятые в «Southie», были сняты на натуре в таверне Woody's L Street Tavern. Между тем, дома Уилла (190 West 6th Street) и Шона (259 E Street), хотя и показаны на некотором расстоянии друг от друга в фильме, на самом деле находятся по соседству друг с другом на Боуэн-стрит, узкой улице, по которой Чаки едет, чтобы подойти к задней двери Уилла.
Паб Bow and Arrow, который находился на углу Боу-стрит и Массачусетс-авеню в Кембридже, также использовался в качестве экстерьера бара Harvard, в котором Уилл впервые встречает Скайлар. Baskin-Robbins/Dunkin' Donuts, показанный в сцене «Как вам нравятся эти яблоки?», находился по соседству с пабом во время выхода фильма. Внутренние сцены бара Harvard снимались в Upfront Bar and Grill на Front St. E. в Торонто.
Tasty на углу улиц JFK и Brattle Streets был местом первого поцелуя Уилла и Скайлар. Au Bon Pain, где Уилл и Скайлар обсуждают фотографическую память первого, находился на углу улиц Dunster Street и Mass Ave.
Скамейка в Бостонском общественном саду, на которой Уилл и Шон сидели в одной из сцен фильма, стала временной святыней после смерти Уильямса в 2014 году.
Финальные титры фильма показывают знаменитый непрерывный кадр автомобиля, на котором Хантинг едет в Калифорнию, с песнями «Miss Misery» и «Afternoon Delight» в качестве саундтрека. Съёмки проходили на участке Массачусетской магистрали Turnpike. В конце концов машина исчезает на дороге, проехав под мостом, ведущим на West Stockbridge Road.

## Приём

### Касса
В первые выходные ограниченного проката фильм собрал 272 912 долларов. 9 января 1998 года, когда он вышел в прокат по всей стране, он собрал 10 261 471 доллар за выходные. В США и Канаде он собрал 138 433 435 долларов, превзойдя «Криминальное чтиво» и став самым кассовым фильмом Miramax на этом рынке на тот момент. В мировом прокате фильм собрал 225 933 435 долларов.

## Награды и номинации

### Награды
- 1998 — Премия «Оскар»
  - Лучший актёр второго плана — Робин Уильямс
  - Лучший оригинальный сценарий — Мэтт Деймон и Бен Аффлек
- 1998 — Берлинский кинофестиваль
  - Серебряный медведь за выдающийся единоличный вклад — Мэтт Деймон
- 1998 — Премия European Film Awards
  - Выдающийся европейский вклад в мировое кино — Стеллан Скарсгард
- 1998 — Премия «Золотой глобус»
  - Лучший сценарий художественного фильма — Мэтт Деймон и Бен Аффлек
- 1997 — Премия National Board of Review
  - Особый вклад в кинематограф — Мэтт Деймон и Бен Аффлек

### Номинации
- 1998 — Премия «Оскар»
  - Лучший фильм года — Лоуренс Бендер
  - Лучшая мужская роль — Мэтт Деймон
  - Лучшая женская роль второго плана — Минни Драйвер
  - Лучшая режиссура — Гас Ван Сент
  - Лучшая песня — Эллиотт Смит (за песню «Miss Misery»)
  - Лучшая музыка — Дэнни Эльфман
  - Лучший монтаж — Пьетро Скалия
- 1998 — Берлинский кинофестиваль
  - «Золотой медведь» — Гас Ван Сент
- 1998 — «Золотой глобус»
  - Лучший фильм (драма)
  - Лучший драматический актёр — Мэтт Деймон
  - Лучший актёр второго плана — Робин Уильямс
- 1998 — Премия Гильдии режиссёров Америки
  - Выдающийся режиссёрский вклад — Гас Ван Сент
- 1998 — Премия Гильдии сценаристов Америки
  - Лучший оригинальный сценарий — Мэтт Деймон и Бен Аффлек

## Отзывы
На сайте-агрегаторе Rotten Tomatoes фильм имеет рейтинг 98 % на основании 81 критического отзыва со средней оценкой 8 из 10. На сайте Metacritic рейтинг фильма составляет 70 из 100 на основании 28 отзывов.